# Filobus

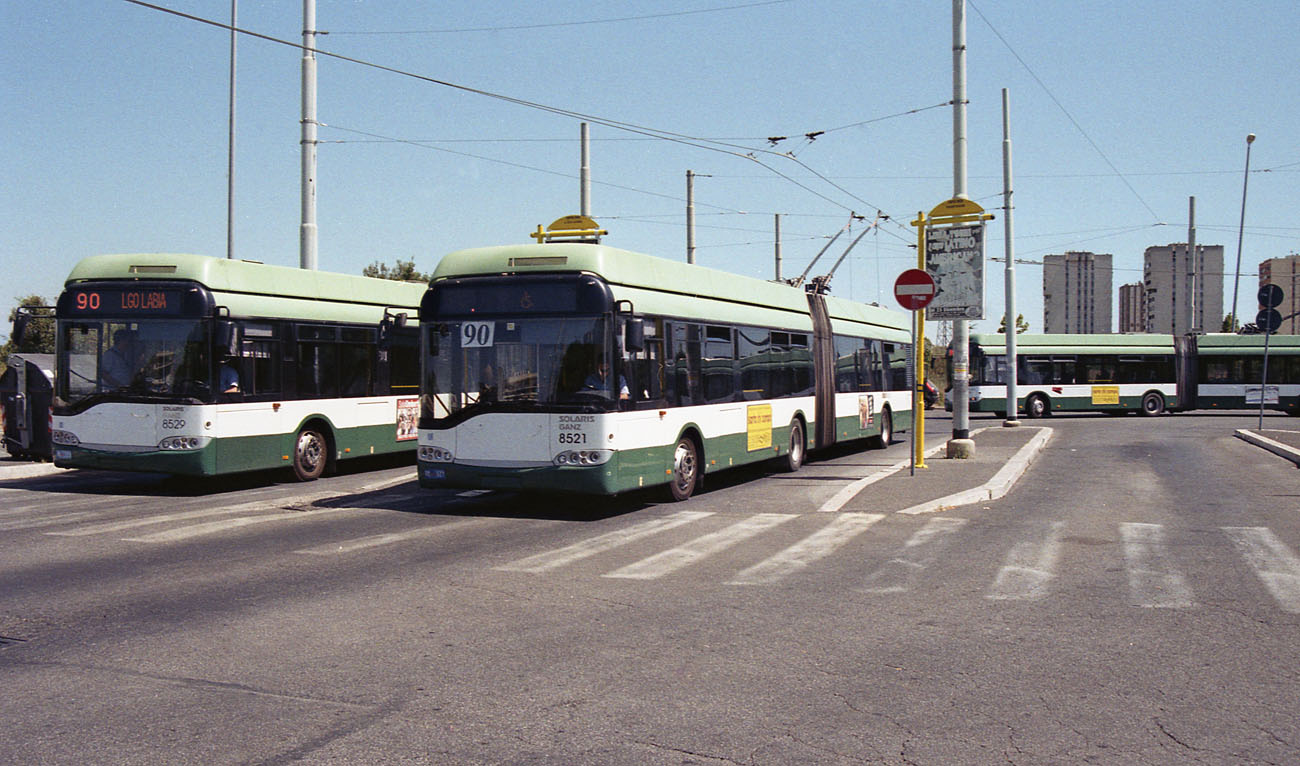
Flotta di filobus Solaris Trollino a Roma.

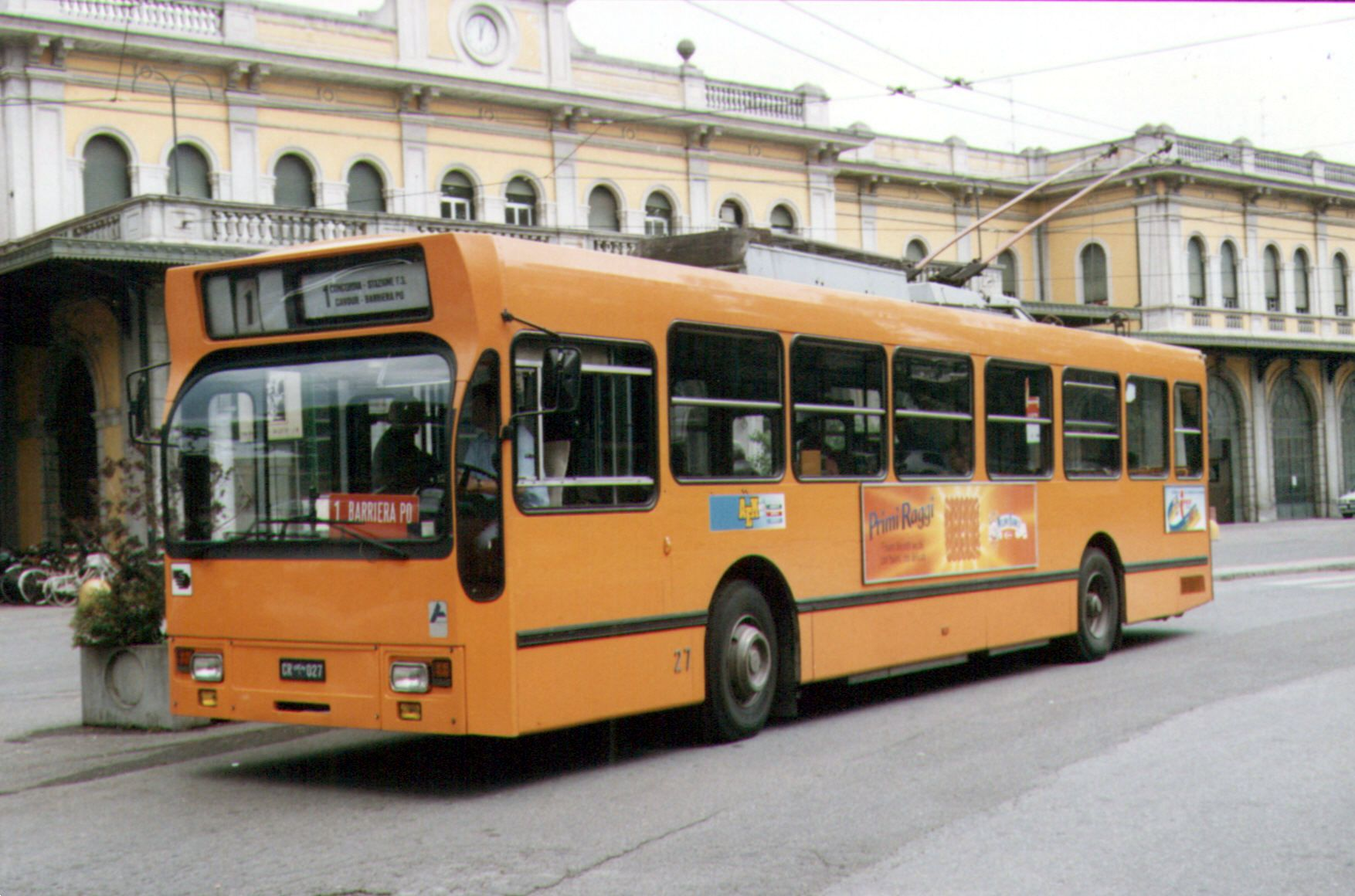
Volvo-Mauri B59 Ansaldo in servizio a Cremona negli anni '80

Il filobus è un filoveicolo stradale a trazione elettrica atto al trasporto di persone e alimentato tramite una doppia linea aerea chiamata bifilare, sospesa sulla sede stradale, da cui il veicolo capta l'energia elettrica a corrente continua, tramite due aste di captazione.

## Caratteristiche
I sistemi filoviari sono basati sull'impiego di veicoli su gomma a propulsione elettrica alimentati attraverso un'infrastruttura di distribuzione dell'energia elettrica denominata filovia; la captazione della corrente dai conduttori elettrici avviene mediante appositi dispositivi denominati aste filoviarie.
I filoveicoli sono generalmente adibiti al trasporto pubblico di persone (filobus e filocorriere) benché siano esistiti soprattutto in passato "filocarri", ossia filoveicoli per il trasporto merci mediante filovia quali, ad esempio la filovia dello Stelvio, in Italia, o i cosiddetti dumper minerari utilizzati in Africa.
La tensione di alimentazione presente nella linea aerea è tipicamente al valore standard di 750 V in corrente continua. Poiché viaggia su gomma, non essendo quindi disponibile il secondo conduttore costituito dai binari, la linea aerea è necessariamente bifilare.
Alcuni filobus sono equipaggiati per la marcia autonoma, attuabile mediante le seguenti soluzioni:
- trazione bimodale grazie a un motogeneratore che fornisce corrente elettrica al motore elettrico di trazione;
- trazione Diesel-elettrica mediante un secondo propulsore con interposizione di opportuno cambio (soluzione adatta ai filoarticolati e filosnodati);
- marcia a batteria, grazie ad accumulatori elettrici che forniscono l'energia elettrica necessaria ad alimentare i motori assicurando la marcia autonoma, talora integrati da sistemi di accumulo rapido mediante supercapacitori.

A seconda delle diverse legislazioni la marcia autonoma può essere attuata in condizioni di eccezionalità o essere prevista nel normale servizio di linea, consentendo di ampliare il servizio svolto rispetto all'effettiva presenza della rete bifilare.

### Infrastrutture

Mestre, Corso del Popolo: Fiat 488 Materfiat sulla filovia per Venezia.

I sistemi di alimentazione filoviari sono normalizzati rispetto a norme che ne descrivono parametri e caratteristiche costruttive, quale ad esempio l'europea EN 50119:2010-05.
La linea di alimentazione è costituita da un bifilare aereo di contatto, dal sistema di sostegno dello stesso (pali e tiranti di ancoraggio), dal sistema di scambi e incroci e dalle sottostazioni elettriche di alimentazione.
I fili aerei sono usualmente costituiti da trefoli in rame o lega metallica di opportuna sezione; per ridurre l'attrito con gli striscianti delle aste di captazione, in passato i conduttori erano lubrificati con olio grafitato, metodo poi sostituito in virtù dell'adozione di pattini in grafite montati su testine roto-basculanti.
I fili di contatto sono isolati dai cavi di sostegno da appositi isolatori; in taluni impianti l'isolamento elettrico è garantito dal materiale isolante di cui sono fatti i cavi di sostegno-ancoraggio.
Un tipo di sospensione è quella "elastica a pendini" in cui i conduttori elettrici sono tenuti sospesi da due pendini per conduttore, articolati sia col filo di sostegno-isolatore sia col filo conduttore; tale doppia articolazione permette più ampie oscillazioni dei conduttori elettrici, con effetto smorzante nei confronti delle sollecitazione trasmesse dalle aste di captazione durante la marcia del filobus.

### Veicoli

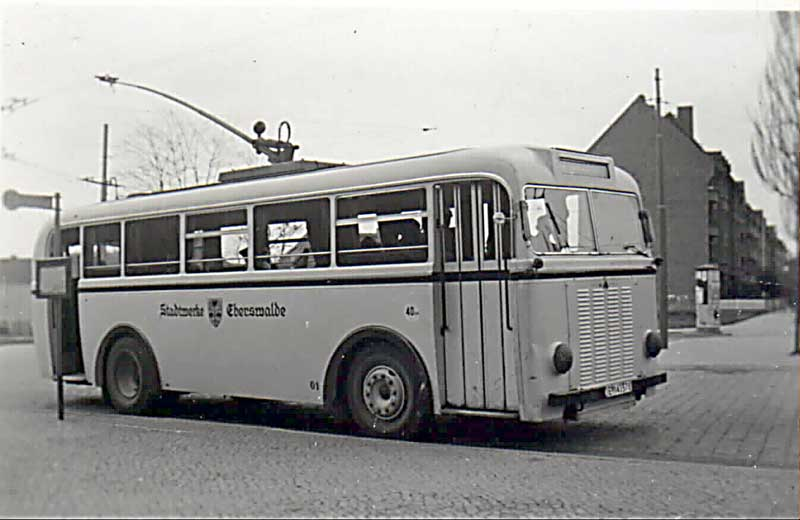
Filobus tedesco degli anni quaranta.

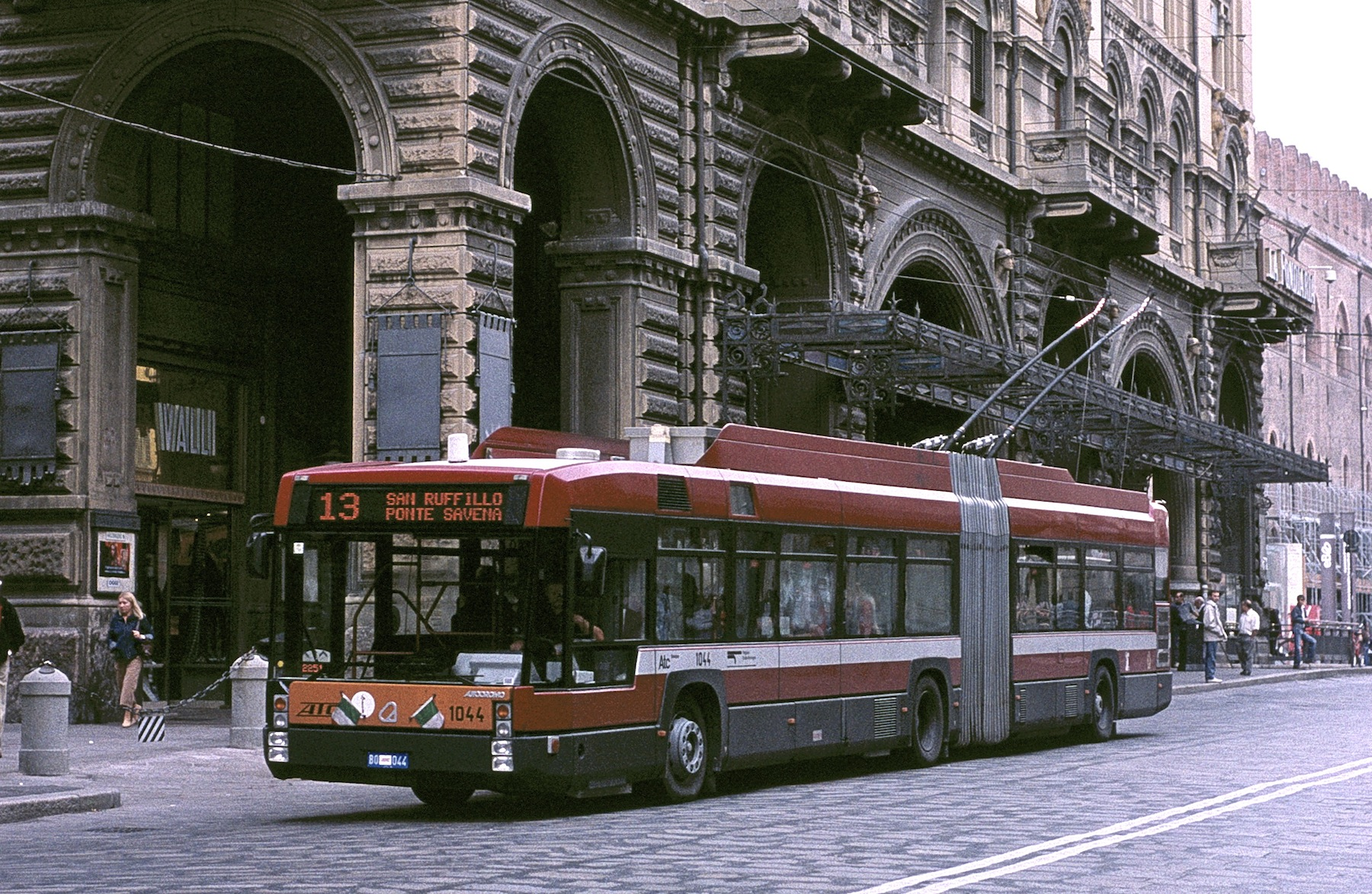
Filobus snodato a Bologna.

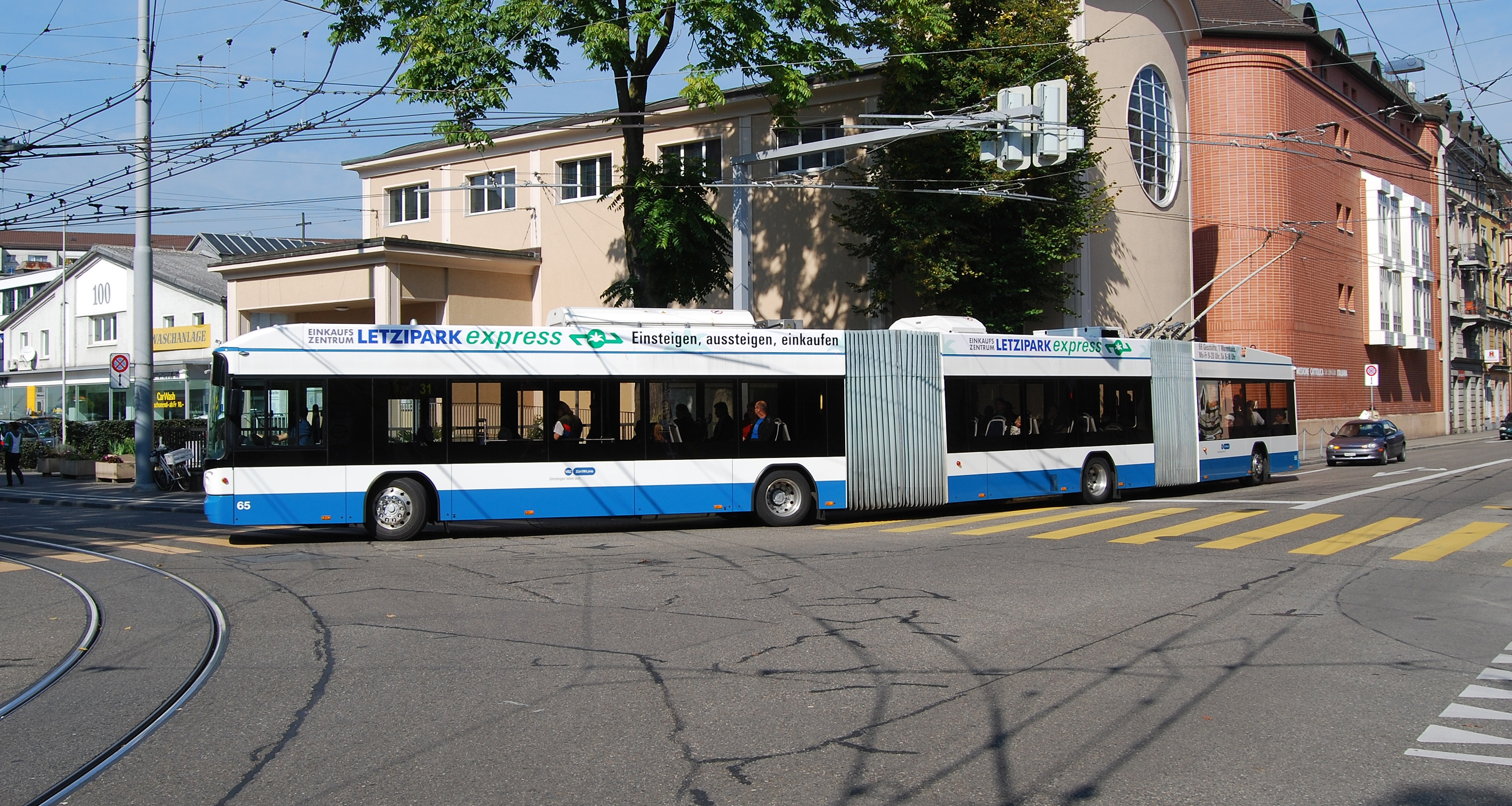
Filobus a 3 casse in Svizzera.

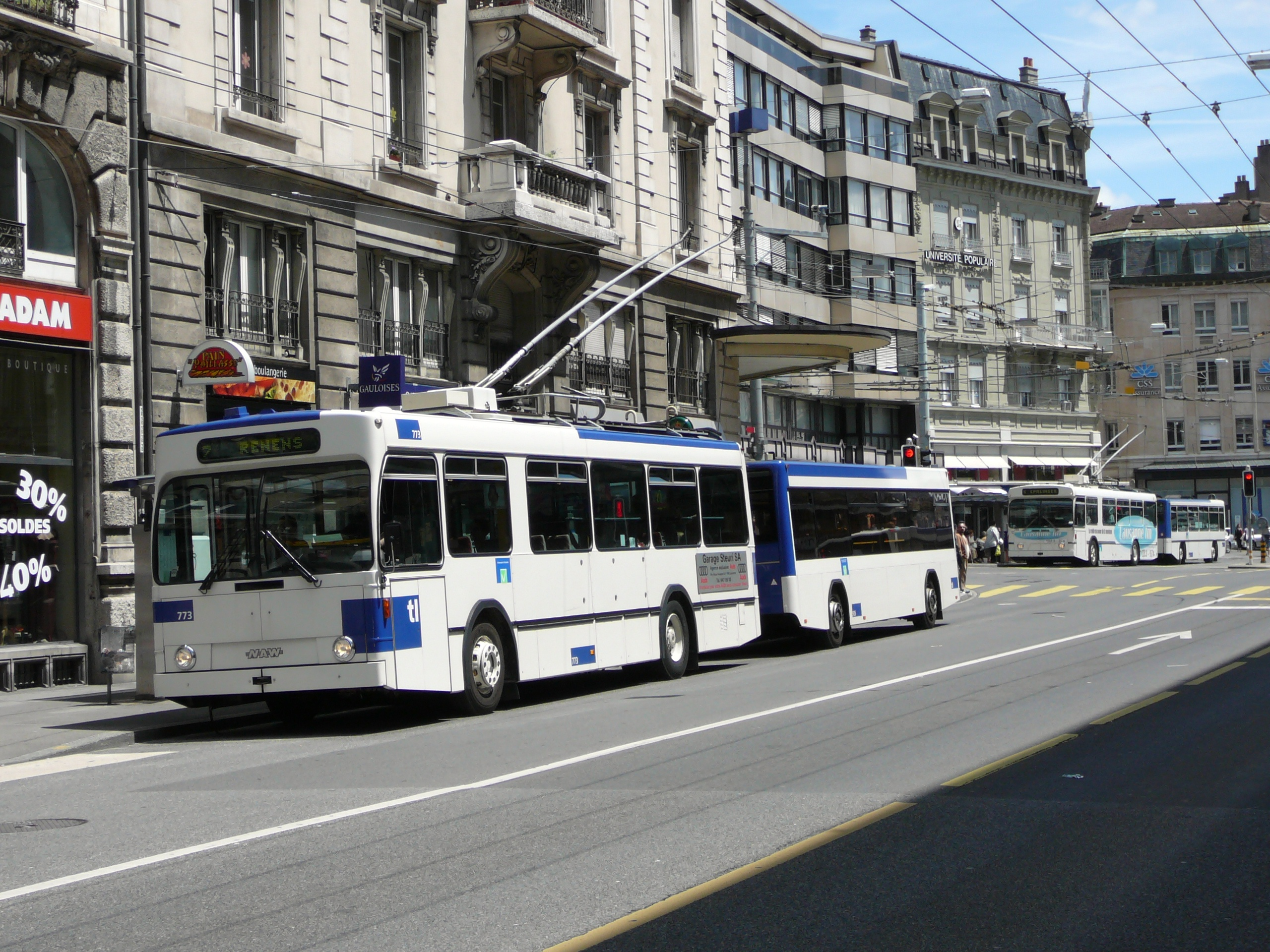
Filobus con rimorchio in servizio a Losanna.

A motivo del mercato ristretto, i veicoli filoviari sono generalmente realizzati in piccole serie, rappresentando di fatto prodotti semi artigianali rispetto agli autobus con i quali spesso possiedono particolari costruttivi comuni.
In generale, un filobus è identificabile attraverso tre differenti costruttori che si occupano di fornire rispettivamente il telaio (talora derivato da un analogo di tipo automobilistico, ma rinforzato a motivo del maggior carico assiale), la carrozzeria, che si distingue da quella automobilistica per l'impiego del doppio isolamento e in generale per i diversi materiali utilizzati, e il sistema di propulsione elettrica, che rappresenta l'elemento di maggior valore e complessità del veicolo.
Analogamente agli altri veicoli su gomma sono prodotti e risultano in servizio esemplari a cassa unica con lunghezze che variano dai 9 ai 15 metri, anche a due piani e veicoli articolati (filoarticolato o filosnodato, filotreno) a due o tre casse con lunghezze massime di 18 metri o 24 metri.

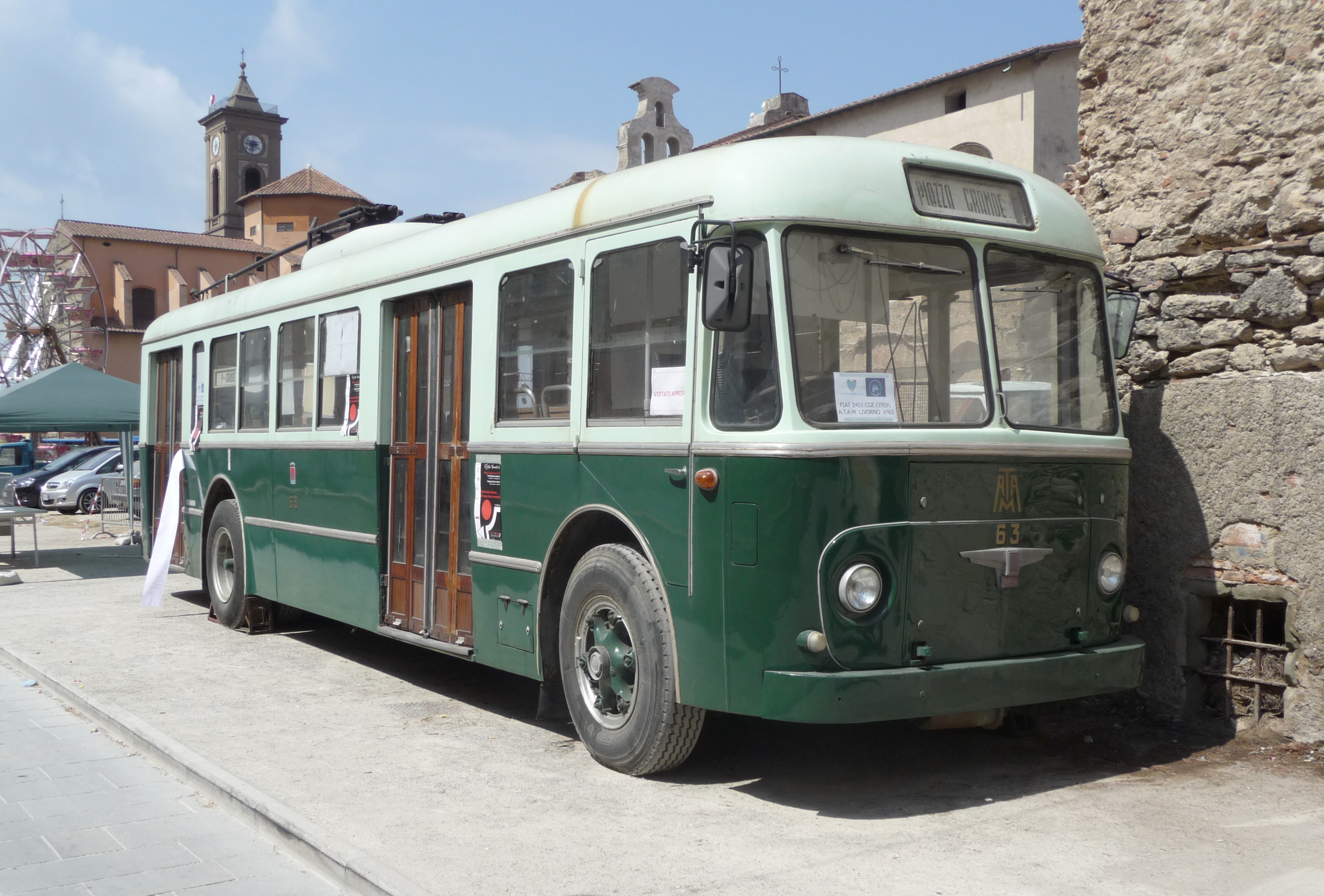
Filobus Fiat 2411 Cansa CGE n. 63 dell'ex ATAM di Livorno, restaurato.

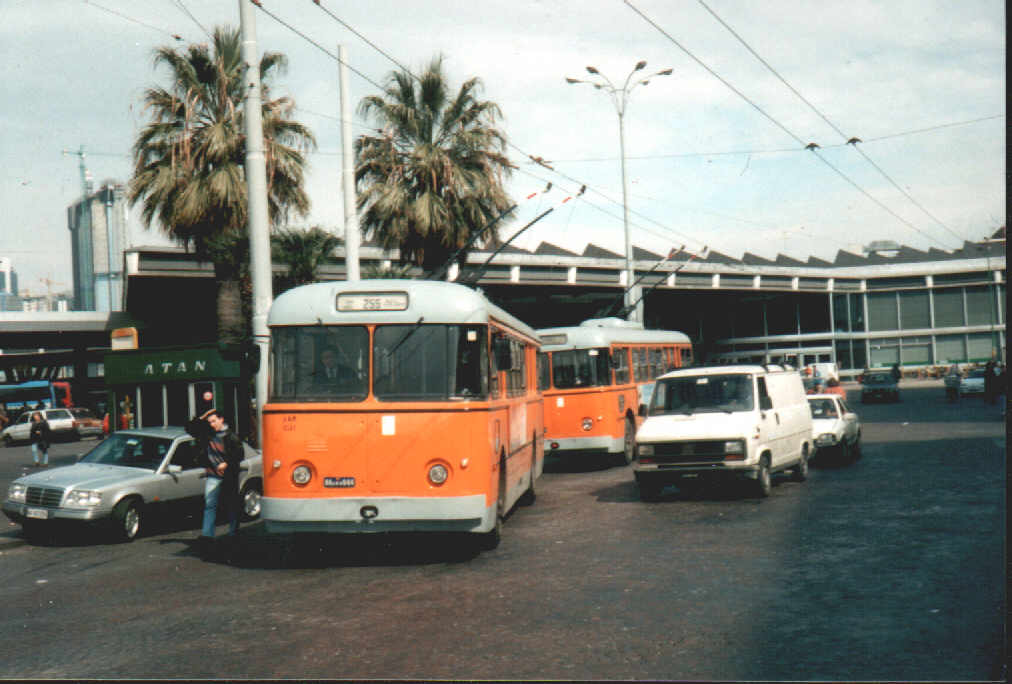
Filobus Alfa Romeo 1000 Aerfer n. 8044 fino al 2002 in servizio a Napoli.

Alcuni filobus storici risultano preservati a scopo museale: alcuni esemplari sono custoditi a cura dell'associazione Museo Nazionale dei Trasporti della Spezia, presso l'East Anglia Transport Museum a Carlton Colville e il London Transport Museum in Inghilterra o direttamente presso le aziende che li utilizzavano.
Di seguito sono elencati alcuni modelli di filobus che hanno avuto diffusione in Europa:
- ACF-Brill TC-44;
- Alfa Romeo 1000 Aerfer;
- AnsaldoBreda F19;
- BKM-321;
- BKM-32100D (filobus con percorso autonomo);
- BKM-333 (filosnodato);
- BKM-420;
- BKM-433.000 (filosnodato);
- BKM-433.00D (filosnodato con percorso autonomo);
- Bogdan-T601;
- Bogdan-T701;
- Bogdan-T901 (filosnodato);
- Bredabus 4001;
- Fiat 2401 Cansa;
- Fiat 2411 Cansa;
- Fiat 2411/1 Cansa;
- Inbus F140;
- Irisbus Cristalis da 12 metri;
- JuMZ-T2;
- MAZ-103T;
- MAZ-203T (con percorso autonomo);
- MAZ-215T (filosnodato);
- Rocar De Simon E412;
- Saurer 4TIILM BBC;
- Volvo-Mauri B59 Ansaldo;
- Škoda 6Tr;
- Škoda 7Tr;
- Škoda 8Tr;
- Škoda 9Tr;
- Škoda 14Tr;
- Škoda 17Tr;
- Socimi 8820;
- Socimi 8833;
- Socimi 8839;
- Socimi 8845;
- Solaris-Ganz Trollino;
- Škoda 26Tr Solaris;
- TrolZa-5265 Megapolis;
- TrolZa-6206 Megapolis (filosnodato);
- TrolZa-5275 Optima;
- UTTZ-6241 Gorozhanin;
- VMZ-5298.01 Avanguard;
- VMZ-62151 Premier (filosnodato);
- ZiU-5 (storico);
- ZiU-9 (storico);
- ZiU-10 (filosnodato storico).

## Storia

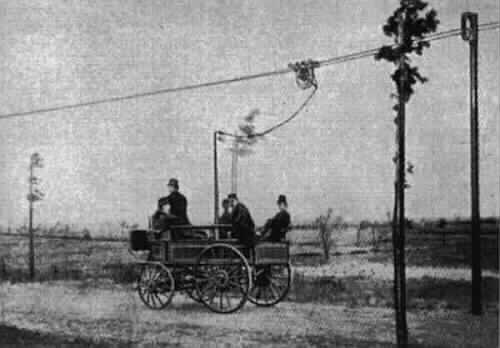
Electromote a Berlino, 1882.

Lo sviluppo del filobus ha origine all'inizio del Novecento, quando sembravano un compromesso naturale tra il tram elettrico e l'autobus. I sistemi di filobus potevano evitare ostacoli nella strada che un tram non poteva e non richiedevano un investimento di capitale ingente quanto quello richiesto da una linea tranviaria.
Alcune città, guidate dalla Brooklyn-Manhattan Transit Corporation (BMT—New York), hanno sottoscritto il concetto di all-four che comprendeva autobus, filobus, tram, metropolitana sotterranee o sopraelevate, per poter così supportare volumi di traffico di vario genere. Gli autobus e i filobus erano particolarmente visti come sistemi di entrata che potevano essere successivamente migliorati come ferrovia vera e propria. Sebbene il sistema di Brooklyn sotto la BTM abbia costruito solo una linea di filobus, altre città, tra cui San Francisco e Filadelfia, hanno costruito sistemi più grandi e mantengono ancora gli all-four.
Nel ventunesimo secolo il filobus è diffuso soprattutto in Asia e in Europa.

### Il filobus in Italia

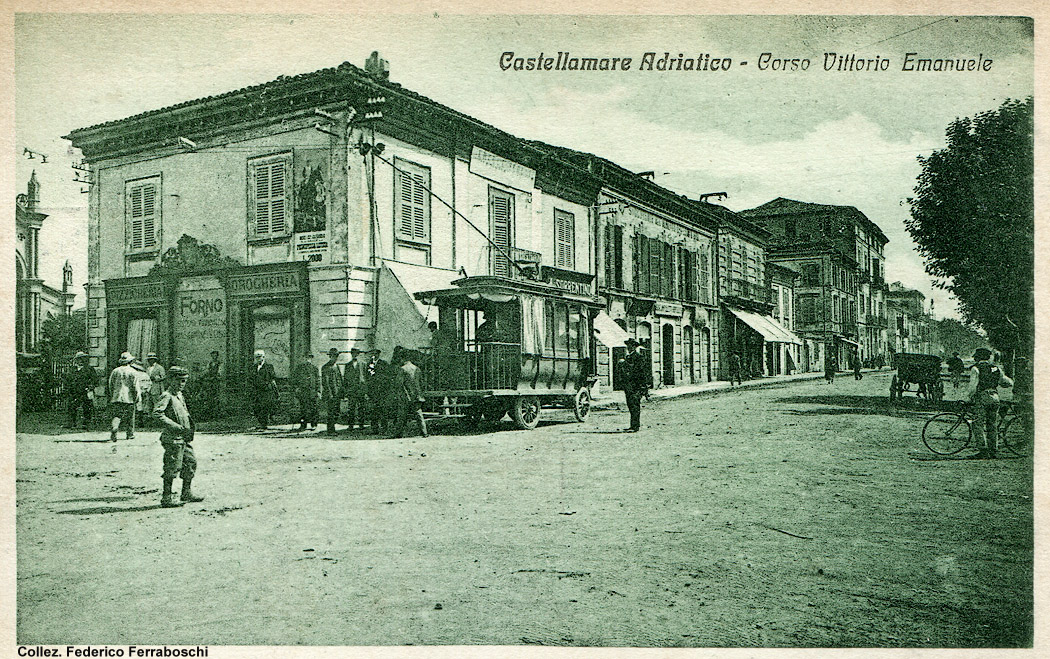
Il filobus con avantreno Cantono nel 1904.

Il primo filobus operante in Italia pare sia entrato in servizio nel 1904 per collegare Pescara con Castellammare Adriatico, all'epoca comune autonomo e collocato nella provincia di Teramo.
Si trattava di un particolare tipo di filobus ibrido, in quanto il percorso doveva forzatamente superare il fiume Aterno-Pescara dove la linea di energia elettrica si interrompeva, per proseguire sulla sponda opposta.
Per superare l'inconveniente il filobus venne dotato di un avantreno Cantono, ovvero un sistema di trazione anteriore elettrica progettato dall'omonimo capitano del genio, funzionante con accumulatori. L'attivazione di tale sistema consentiva al filobus di attraversare il ponte sul fiume e di ricollegarsi alla linea elettrica dell'altra sponda.
Probabilmente si è anche trattato del primo veicolo a trazione anteriore circolante sulle strade italiane.
Dopo il boom economico il filobus è stato quasi ovunque sostituito dagli autobus tranne che in pochi capoluoghi. Nel XXI secolo in alcune città sono state riattivate linee filoviarie.

## Peculiarità
I filobus risultano utili nelle città collinari, a motivo delle migliori potenze sviluppabili con la trazione elettrica con alimentazione esterna; rispetto ai tram gli pneumatici hanno una maggiore aderenza sulla pavimentazione stradale rispetto a quella delle ruote metalliche tranviarie, consentendo di affrontare pendenze maggiori. Tale fattore si è rivelato determinante in città collinari quali San Francisco e Seattle negli USA.
Come altri veicoli elettrici i filobus sono considerati più "ecologici" dei veicoli a propulsione termica poiché l'energia elettrica può essere prodotta in modo centralizzato in pochi impianti ben localizzati, con fonti diversificate e rinnovabili, ma soprattutto poiché l'intera catena energetica si caratterizza per rendimenti migliori. Le emissioni dannose non vengono prodotte durante il funzionamento, vengono liberate in atmosfera in siti lontani dai centri abitati e in misura molto minore. Un vantaggio ulteriore sono i bassi consumi, cioè con la stessa energia sviluppata si potrebbero far circolare un minore numero di veicoli con motore termico (benzina o gasolio) rispetto ai mezzi elettrici come filobus e tram. Si può ulteriormente sfruttare la possibilità di accumulare energia elettrica in frenatura e ridurre la richiesta di energia elettrica.
Nel mondo esistono modelli di filobus con le batterie di nuovo tipo (tipo IMC, in-motion charging) che permettono di percorrere una determinata distanza (variabile da 15 a 60 km) senza il collegamento con la rete bifilare. Tra i modelli IMC vi sono il Solaris Trollino (operante in varie città europee, tra cui Milano, Cagliari e La Spezia), Belkommunmaš (BKM) ASKM-321.00D (operante a San Pietroburgo, Homel', Vicebsk, Hrodna, Dušanbe, ecc.), MAZ-203T (operanti a Minsk dal 2020, Hrodna, ordinati da Vicebsk) e Dnipro-T203 (filobus ucraino costruito su telaio MAZ-203T).

## Produttori di filobus
Belgio 
- Van Hool

 Svizzera 
- Carrosserie Hess

 Polonia 
- Solaris Bus & Coach

 Repubblica Ceca 
- Škoda Transportation
- SOR Libchavy

Russia

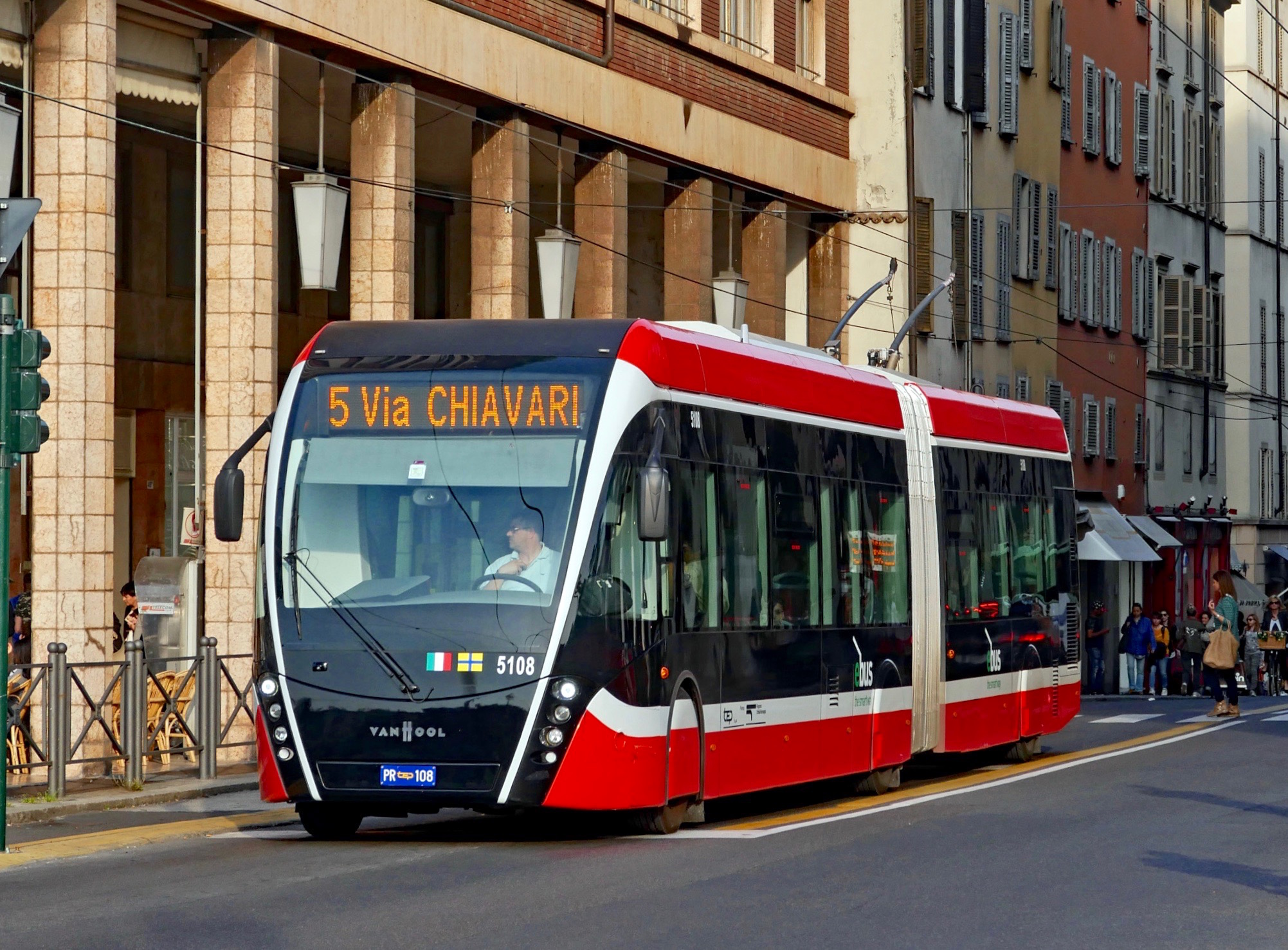
Un filosnodato Van Hool ExquiCity 18 in servizio sulla linea 5 a Parma.

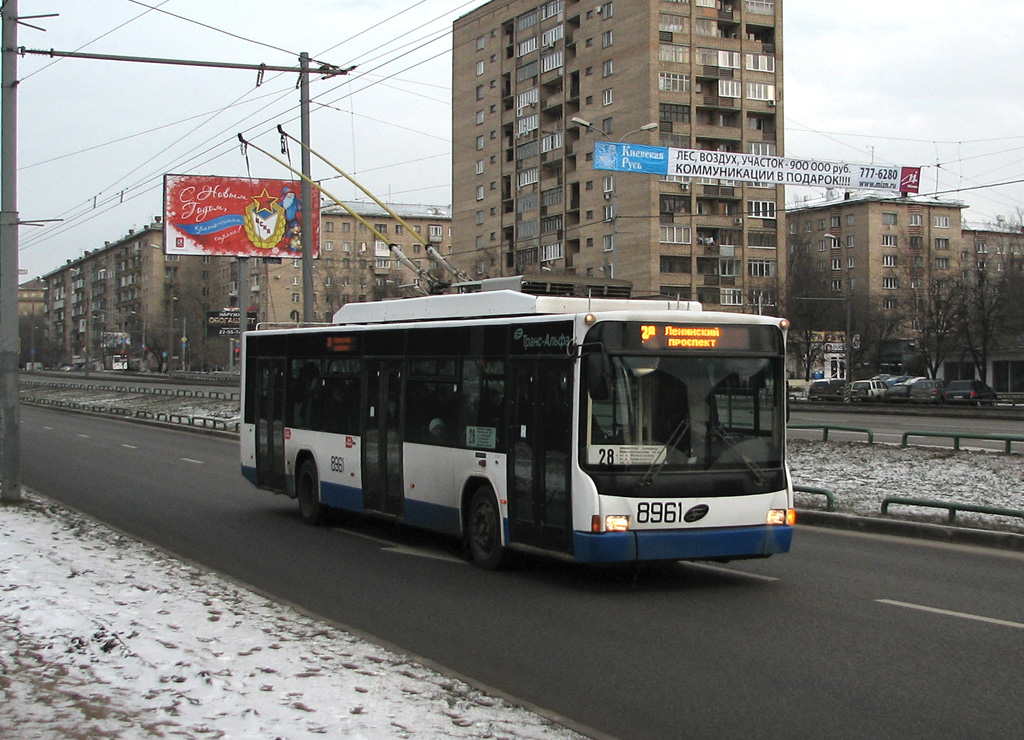
Filobus VMZ-5298.01 operato da Mosgortrans (Mosca).

- Proizvodstvennaja companija Transportnye Sistemy (PC TS) - Engels
- Trans-Alfa - Vologda
- Ufimsky Trolleybusno-Tramwayniy Zavod (UTTZ) - Ufa

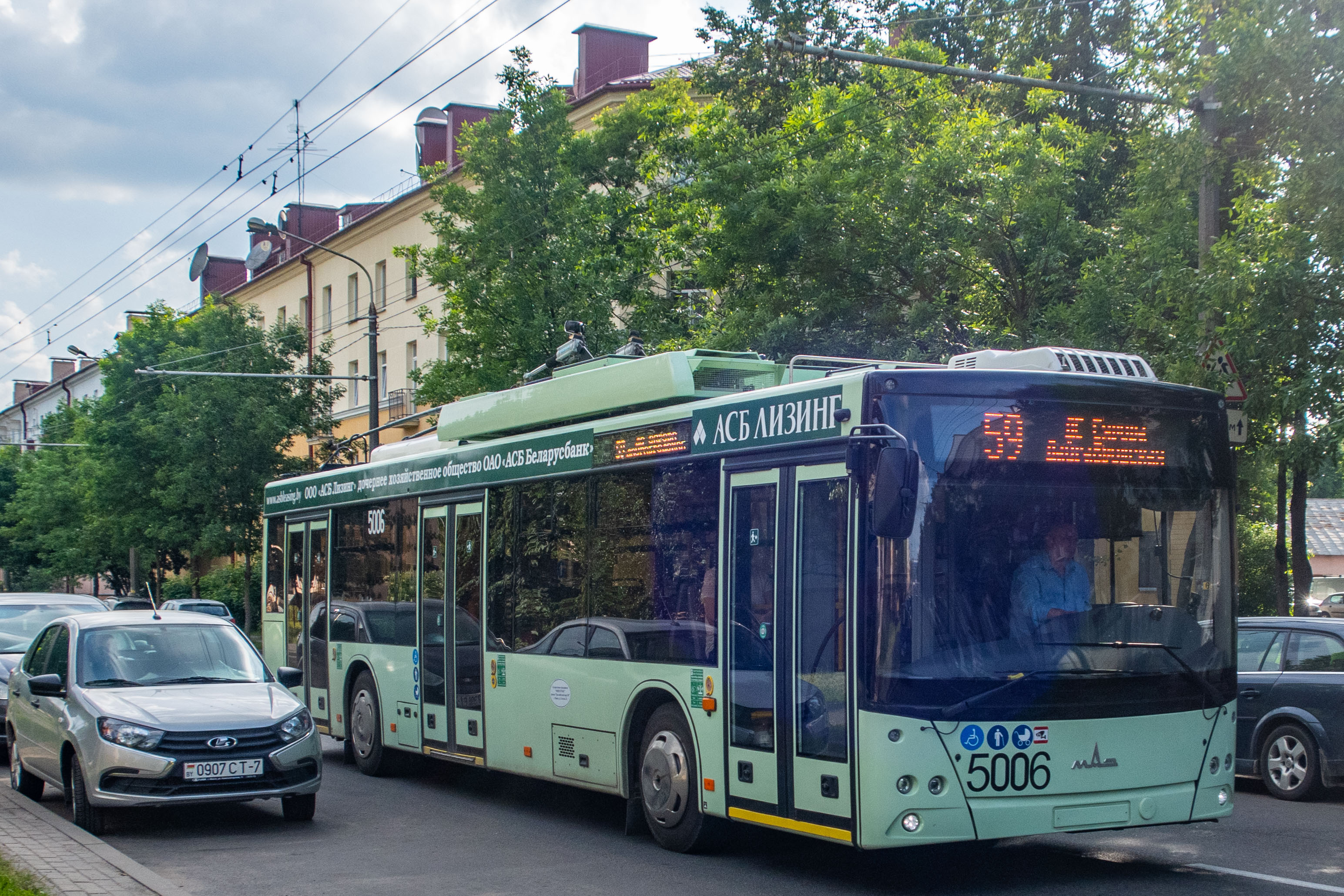
Filobus IMC MAZ-203T, con marcia autonoma di 20 km, operante sulle linee di Minsk dal 2020.

Bielorussia
- Belkommunmaš (BKM) - Minsk
- Minskij Avtomobil'nyj Zavod (MAZ) - Minsk

Ucraina
- Bogdan Motors - Luc'k
- Južmaš (Litan) - Dnipro
- Electron - Leopoli

Moldavia
- RTEC - Chișinău

 Cina 
- Yutong
- YoungMan

 Corea del Nord 
- Chollima